# Megan Jastrab
Megan Jastrab (Apple Valley, 29 de enero de 2002) es una deportista estadounidense que compite en ciclismo en las modalidades de pista y ruta.
Participó en los Juegos Olímpicos de Tokio 2020, obteniendo una medalla de bronce en la prueba de persecución por equipos (junto con Jennifer Valente, Chloé Dygert y Emma White).

## Medallero internacional
| Juegos Olímpicos | Juegos Olímpicos | Juegos Olímpicos  | Juegos Olímpicos        |
| Año              | Lugar            | Medalla           | Competición             |
| ---------------- | ---------------- | ----------------- | ----------------------- |
| 2020             | Tokio (Japón)    | Medalla de bronce | Persecución por equipos |

## Palmarés

### Ruta
2019 (como júnior)
- Campeonato de Estados Unidos en Ruta Junior
- 2.ª en el Campeonato de Estados Unidos en Contrarreloj Junior
- Healthy Ageing Tour Juniors, más 2 etapas
- Piccolo Trofeo Alfredo Binda, Juniors
- Campeonato Mundial en Ruta Júnior

2023
- Tour de Gatineau

## Equipos
- Rally Cycling (stagiaire) (2020)
- Team DSM (2021-)
  - Team DSM (2021-2023)
  - Team dsm-firmenich PostNL (2024-)